# Andreas von Morsey
Andreas von Morsey, eigentlich Andreas Freiherr von Morsey genannt Picard  (* 1. Juli 1888 in Hohenbrugg in der Steiermark; † 16. Juli 1951 in Wien) war ein österreichischer Hof- und Staatsbeamter.

## Leben und Arbeit
Morsey wurde 1888 als erstes von drei Kindern des Baron Franz Adolf von Morsey (1854–1926) und seiner Gattin Elisabeth Prinzessin Lobkowitz (1856–1936) in der Steiermark geboren.
Morsey wechselte 1913, nach dem Dienst beim k. und k. Militär – dem er als Leutnant der Reserve verbunden blieb – und einem Studium nebst Promotion, als „Konzeptspraktikant“ in den Dienst des habsburgischen Thronfolgers Erzherzog Franz Ferdinand. In dessen Haushalt fungierte Morsey als Kämmerer, Hauslehrer der erzherzoglichen Kinder und persönlicher Assistent des Erzherzogs.
Im Juni 1914 begleitete Morsey den Erzherzog auf eine Inspektionsreise nach Bosnien und die Herzegowina, während der dieser am 28. Juni in Sarajewo einem Attentat zum Opfer fiel, dessen Zeuge Morsey wurde. Morsey, der sich persönlich an der Verhaftung des Attentäters Gavrilo Princip beteiligte, schrieb in den folgenden Jahren verschiedene Aufsätze und Artikel über Erzherzog Franz Ferdinand und das Attentat, so beispielsweise am 28. Juni 1924 in einem Essay für die österreichische Tageszeitung Reichspost.
1916 heiratete Morsey Olga Maria Paula Prinzessin zu Windisch-Graetz (1893–1987). Die Ehe wurde 1937 geschieden. In zweiter Ehe heiratete er Sofie Kast von Ebelsberg (1895–1974).
1928 wurde Morsey Bürgermeister von Hohenbrugg, 1932 wurde er Obmann des Verbandes der bürgerlichen Bürgermeister der Steiermark. Er war Anhänger von Ernst Rüdiger Starhemberg unter dessen Leitung im März 1933 der „Österreichische Heimatschutz in der Steiermark“ als Gegenbewegung zum zunehmend nationalsozialistisch orientierten Steirischen Heimatschutzes gegründet wurde. In diesem Verband war er 1934 an der Niederschlagung des nationalsozialistischen Juliputsches beteiligt und setzte sich danach in seiner Funktion als Leiter der Interventionsabteilung der Vaterländischen Front für eine milde Behandlung der weniger stark in den Putsch involvierten Nationalsozialisten (sog. „Minderbeteiligte“) ein. Morsey schrieb, er befürchte, eine gemeinsame Haft solcher „Irregeleiteter“ mit ideologisch gefestigten Nationalsozialisten könnte erstere noch weiter radikalisieren. Im autoritären Ständestaat war Morsey von 1934 bis 1938 Mitglied des Staatsrats.
1938 wurde Morsey vom NS-Regime verhaftet und verbrachte insgesamt vier Jahre in den Konzentrationslagern Buchenwald und Dachau.
Nach 1945 war er Abteilungsleiter im Bundesministerium für Vermögenssicherung und Wirtschaftsplanung („Krauland-Ministerium“).
In seinen späteren Lebensjahren verfasste Morsey eine Autobiografie, die er jedoch nicht veröffentlichte, sondern Sophie Gräfin von Nostitz-Rieneck, der Tochter des Erzherzogs, übergab. Diese beziehungsweise ihre Nachkommen haben das Werk bis heute nicht publiziert, es aber verschiedenen Historikern wie dem Briten Gordon Brook-Shepherd zu Forschungszwecken zugänglich gemacht.

## Nachweise
1. ↑  Worldroots.com (Memento vom 6. Januar 2009 im Internet Archive).
2. ↑  Theodor von Sosnosky: Erzherzog Franz Ferdinand. Oldenbourg, München 1929. S. 208.
3. ↑  Robert Kriechbaumer (Hg.): Österreich! und Front Heil! Aus den Akten des Generalsekretariats der Vaterländischen Front. Innenansichten eines Regimes. Böhlau Verlag, Wien-Köln-Weimar 2005, ISBN 3-205-77324-1, S. 108.
4. ↑  Kurt Bauer: Sozialgeschichtliche Aspekte des nationalsozialistischen Juliputsches 1934. Dissertation, Wien 2001 (Digitalisat; PDF-Datei; 2,81 MB). Bauer kommt zum Schluss: „Die vorliegenden empirischen Befunde bestätigen diese Aussage im Kern“ (Anm. 385 zu S. 155).
5. ↑  Rudolf Grasmug: Hohenbrugg-Weinberg. Ein Grenzlandschicksal. Weishaupt Verlag, Gnas 2000, S. 66.
6. ↑  Österreichischer Amtskalender 1949, S. 98.

| Personendaten    | Personendaten |
| ---------------- | --- |
| NAME             | Morsey, Andreas von |
| ALTERNATIVNAMEN  | Morsey, Andreas Freiherr von; Morsey genannt Picard, Andreas Freiherr von; Morsey-Picard, Andreas Freiherr von; Morsey, Andreas |
| KURZBESCHREIBUNG | österreichischer Hof- und Staatsbeamter                                                                                         |
| GEBURTSDATUM     | 1. Juli 1888 |
| GEBURTSORT       | Hohenbrugg-Weinberg |
| STERBEDATUM      | 16. Juli 1951 |
| STERBEORT        | Wien |